# L’Argo
L’Argo – gazeta publikowana w brytyjskim Protektoracie Malty w 1804. W momencie wydawania był to jedyny periodyk na Malcie. L’Argo poprzednikiem było „Foglio d’Avvisi” wydawane w latach 1803–1804, zaś jego następcą „Il Cartaginese” publikowane od 1804 do 1805.
Gazeta była redagowana przez Vittorio Barzoniego i Gavino Bonavitę i skupiała się na wiadomościach z zagranicy. Jej publikacja była kontrolowana przez rząd i zawierała antyfrancuską propagandę. W sumie do września 1804 ukazało się dziewięć numerów, a nakład dwóch ostatnich wydań gazety wyniósł po 400 egzemplarzy. Każdy egzemplarz gazety kosztował 12 grani.
Egzemplarze czasopisma są obecnie przechowywane w Bibliotece Narodowej Malty.